# Martin Pammer
Martin Pammer (* 4. Jänner 1966 in Wien) ist ein österreichischer Diplomat.

## Leben
Martin Pammer kommt aus einer Beamtenfamilie, er ist der ältere Sohn von Maximilian Pammer, Botschafter und Vizepräsident der Österreichisch-Slowakischen Gesellschaft. Er ging teils in Kanada und Italien zur Schule, und maturierte 1984 am Bundesrealgymnasium VIII in Wien. 1993 schloss er sein Studium der Rechtswissenschaften an den Universitäten Wien und Innsbruck mit dem Magister iuris ab, dann folgte ein postgraduales Studienjahr an der McGill University in Montréal. Anschließend absolvierte er sein Gerichtsjahr am Oberlandesgericht Wien (Straf- und Zivilrechtssachen).
1994 trat Pammer in den diplomatischen Dienst ein. 1995 wurde er am Bundesministerium für auswärtige Angelegenheiten im Referat II.3c Westbalkan eingesetzt, dieser Region blieb er in seiner weiteren Karriere treu. 1995/96 war er Attaché an der Botschaft Agram (Zagreb, Kroatien). Nach einem Innendienst in der Abteilung  EU-Koordination  war er von 1997 bis 2000 erster Botschaftssekretär und Erstzugeteilter an der Botschaft Laibach (Slowenien) bei Botschafter Gerhard Wagner, dann bis 2004 Gesandter-Botschaftsrat und Erstzugeteilter an der Botschaft Budapest (Ungarn)  bei Botschafter Hannes Porias. Anschließend war er bis 2009 als Gesandter der Leiter des Referats Mitteleuropa, Baltikum und Regionale Zusammenarbeit im BMeiA.
2009 wurde Pammer zum Botschafter in Podgorica für die Republik Montenegro berufen. Dort begleitete er insbesondere den EU-Beitrittsprozess, Dezember 2010 wurde das Land offizieller Beitrittskandidat. 
Seit 1. Oktober 2013 ist er Botschafter in Sarajevo für Bosnien und Herzegowina. Dieser Staat galt seit 2000 als „potenzieller Beitrittskandidat“ und stellte Februar 2016 seinen Beitrittsantrag.
Seit August 2023 ist er Botschafter in Skopje, Nordmazedonien.
Er ist seit 1985 Mitglied der katholischen Studentenverbindung KAV Bajuvaria Wien und schloss sich später noch der KaV Norica Wien an.